# ブランズウィック郡 (バージニア州)
ブランズウィック郡（英: Brunswick County）は、アメリカ合衆国バージニア州の南部に位置する郡である。2010年国勢調査での人口は17,434人であり、2000年の18,419人から5.3%減少した。郡庁所在地はローレンスビル町（人口1,438人）であり、同郡で人口最大の町でもある。

## 歴史
ブランズウィック郡となった地域で最初のイングランド人開拓者はクリスタナ砦が運営された4年間（1714年-1718年）に、砦の近くの土地に集まった。ブランズウィック郡は1720年にプリンスジョージ郡から分離して設立された。1732年、サリー郡とアイルオブワイト郡から土地の一部が譲渡された。郡名はドイツのブランズウィック＝リューネバーグ公国から採られており、イギリスのハノーヴァー朝の王がブラウンシュヴァイク＝リューネブルク公を兼ねていたからだった。
今日のブランズウィック郡は州間高速道路85号線、アメリカ国道1号線、アメリカ国道58号線に分断されている。植民地時代は奴隷労働力を使ったタバコを栽培しており、ほとんど田園である郡の経済は、南北戦争前に製材など混合された農林業に多様化された。最南部では綿花が栽培された。
郡内にはセントポールズ・カレッジ・バージニア校という小さなカレッジがあり、またサウスサイド・バージニア・コミュニティカレッジのキャンパスもある。フォート・ピケット州軍基地が一部郡内に入っている。

## 地理
アメリカ合衆国国勢調査局に拠れば、郡域全面積は569平方マイル (1,473.7 km2)であり、このうち陸地566平方マイル (1,465.9 km2)、水域は3平方マイル (7.8 km2)で水域率は0.57%である。

## ブランズウィック・シチュー
ブランズウィック郡はブランズウィック・シチューが始められた場所としてよく知られている。最初のブランズウィック・シチューは、郡の歴史家に拠ると、1828年にアフリカ系アメリカ人シェフ、ジミー・マシューズ、地元民から「アンクル」とも呼ばれた者が創作したとされている。その話に拠れば、バージニア州議会議員でノットウェイ川沿いマウントドナムのクリード・ハスキンス博士が友人数人を狩猟旅行に連れて行った。その仲間たちが狩猟を行っている間に、ハスキンスの奴隷のコック、マシューズが夕食のためにリスを捕まえた。マシューズは大きな鉄鍋で、バターに玉ねぎ、固くなったパン、シーズニングを入れて、リスをゆっくり煮た。狩猟隊が戻ると、この新しい濃厚な混ぜものを試食するのを躊躇ったが、一口試すとお代わりをするようになった。
そのときからブランズウィック・シチューは多くの「シチュー・マスター」の手によって調理されるようになった。秋の収穫シーズンやタバコの加工が終わったときに作られることが多い。コックは、教会の集まり、土地の資金集め、家族の再会、政治集会のために「バージニアの美食」を大量に作る。コックが代わり世代が進むと、ジミー・マシューズのブランズウィック・シチューのレシピに様々なバリエーションが加えられた。リスの代わりに鶏肉が使われ、野菜が加えられた。
1987年、ブランズウィック工業開発委員会とブランズウィック商工会議所の委員会が、プロの広告会社の助けを得て、郡のバランスの取れた経済成長計画の策定を始めた。彼らは地元で育ったブランズウィック・シチューをブランドとすることに決めた。1988年2月22日、リッチモンドの州会議事堂で、ブランズウィックは公式にその経済開発機会の認知度を高める運動を始めた。ブランズウィック商工会議所とブランズウィック郡は州会議事堂の前庭でブランズウィック・シチュー祭を開催し、議会がブランズウィック郡を「ブランズウィック・シチューの故郷」と宣言する決議案を成立させたことを祝った。この宣言には、伝統的な南部料理を創作したと主張するジョージア州ブランズウィック市に対する冗談口も含まれていた。このために「シチュー戦争」と呼ばれるものを始めることになった。
多くの伝統的レシピの1つでは料理に6ないし7時間を要し、ブランズウィック宣言シチューと改名された。州会議事堂広場の行事に出すシチュー・マスターに拠れば、良いブランズウィック・シチューはゆっくり調理されねばならず、「シチューの中に箆が真っ直ぐ立つまで煮ること」となっている。箆が立つと、ブランズウィック・シチューを議員および数百人の州民に配り、その行事は「ブランズウィック・シチューの味を堪能する」ものに変わる。
ブランズウィック郡はフェアナウ兄弟の助けを借りて独自のシチュー・ラベルを獲得しアメリカ合衆国農務省に承認された。商工会議所が保管して使えるようにブランズウィック・シチューの缶詰も少量用意した。缶のラベルには「バージニア独自、1828年、ブランズウィック郡シチュー」と書かれている。
ブランズウィック・シチューのサンプルは郡の資産に関する情報と共に、郡の広告用パッケージに入れられ、企業や工業の客に送られる。この運動のテーマ「ジミー・マシューズ爺さんがブランズウィック・シチューを創った1828年から、我々は特別なやり方を続けている」やや遅いが真っ直ぐに」によって、シチューと郡が結びつけられている。

### 主要高規格道路
- 州間高速道路85号線
- アメリカ国道1号線
- アメリカ国道58号線
- バージニア州道46号線
- バージニア州道136号線
- バージニア州道137号線
- バージニア州道378号線

### 隣接する郡と独立市
- ノットウェイ郡 - 北
- ディンウィディ郡 - 北東
- グリーンズビル郡 - 東
- ウォーレン郡 (ノースカロライナ州) - 南
- メクレンバーグ郡 - 西
- ルーネンバーグ郡 - 北西

## 人口動態
以下は2000年国勢調査による人口統計データである。
| 基礎データ - 人口: 18,419人 - 世帯数: 6,277 世帯 - 家族数: 4,312 家族 - 人口密度: 13人/km2（32人/mi2） - 住居数: 7,541軒 - 住居密度: 5軒/km2（13軒/mi2） 人種別人口構成 - 白人: 41.99% - アフリカン・アメリカン: 56.85% - ネイティブ・アメリカン: 0.09% - アジア人: 0.22% - 太平洋諸島系: 0.01% - その他の人種: 0.34% - 混血: 0.51% - ヒスパニック・ラテン系: 1.25% 年齢別人口構成 - 18歳未満: 20.5% - 18-24歳: 9.9% - 25-44歳: 30.7% - 45-64歳: 24.4% - 65歳以上: 14.5% - 年齢の中央値: 38歳 - 性比（女性100人あたり男性の人口） - 総人口: 113.1 - 18歳以上: 115.4 | 世帯と家族（対世帯数） - 18歳未満の子供がいる: 27.4% - 結婚・同居している夫婦: 46.9% - 未婚・離婚・死別女性が世帯主: 16.6% - 非家族世帯: 31.3% - 単身世帯: 27.6% - 65歳以上の老人1人暮らし: 13.3% - 平均構成人数 - 世帯: 2.47人 - 家族: 3.00人 収入と家計 - 収入の中央値 - 世帯: 31,288米ドル - 家族: 38,354米ドル - 性別 - 男性: 26,924米ドル - 女性: 20,550米ドル - 人口1人あたり収入: 14,890米ドル - 貧困線以下 - 対人口: 16.5% - 対家族数: 13.2% - 18歳未満: 20.1% - 65歳以上: 19.5% |

## 町
- アルバータ
- ブロードナックス
- ローレンスビル - 郡庁所在地
- ガスバーグ
- ホワイトプレーンズ

## 著名な出身者
- アーロン・ヴェナブル・ブラウン、1845年から1847年までテネシー州知事、ブランズウィック郡生まれ[5]